# Neuvy-Saint-Sépulchre

Neuvy-Saint-Sépulchre este o comună în departamentul Indre, Franța. În 1 ianuarie 2022 avea o populație de 1.657 de locuitori.